# Топола (дрво)
Топола (лат. Populus) род је листопадних дрвенастих биљака из породице врба (Salicaceae). Шуме тополе се обично јављају поред обала река и познате су по брзом расту. Дрво тополе се масовно користи у индустрији дрвета и папира.

## Распрострањеност
Тополе су листопадно дрвеће карактеристично за умерену климатску зону северне Земљине полулопте. Распрострањене су од суптропске Кине до бореалских шума на северу. У Северној Америци тополе расту све до Мексика. Врста Populus ilicifolia је карактеристична за источну Африку.
У средњој Европи се јављају црна топола (Populus nigra), бела топола (Populus alba), јасика (Populus tremula) и хибридна сива топола (Populus canescens).

## Систематика
Populus Sectio Populus
Populus alba — бела топола
Populus tremula — јасика, аспен, трепетљика
Populus x canescens (P. alba x P. tremula) — сива топола
Populus tremuloides
Populus grandidentata
Populus adenopoda
Populus sieboldii
Populus Sectio Aegiros
Populus nigra — црна топола
Populus deltoides
Populus x canadensis (P. nigra x P. deltoides) — канадска топола
Populus fremontii
Populus Sectio Tacamahaca
Populus angustifolia
Populus balsamifera
Populus trichocarpa
Populus laurifolia
Populus simonii
Populus maximowiczii
Populus Sectio Leucoides
Populus heterophylla
Populus lasiocarpa
Populus wilsonii
Populus Sectio Turanga
Populus euphratica
Populus ilicifolia